# Чедомир Чупић Љубо
Чедомир Љубо Чупић (Аргентина, 1913 — Никшић, 9. мај 1942) био је студент права, учесник Народноослободилачке борбе и народни херој. Његово храбро држање и побједоносни осмјех на губилишту овјековјечен је фотографијом, која је постала симбол отпора и обишла је свијет.

## Биографија
Рођен је 1913. године, као једно од десеторо дјеце у радничкој породици Сава и Стане Чупић, рођене Бурић, из Загарача, која је дуго живјела у Сјеверној и Јужној Америци. 
Тридесетих година 20. вијека, враћа се у Никшић, гдје завршава гимназију. Студирао је на Правном факултету у Београду и припадао љевичарском студентском покрету, а 1940. године постао је члан КПЈ. 
Послије Априлског рата дошао је у Никшић и као члан КПЈ учествовао у припреми устанка. Почетком јула 1941. године, избјегао је из окупираног Никшића, а по изласку из града приступио је партизанској чети "Ђуро Ђаковић", која је формирана од провјерених комуниста и скојеваца који су напустили окупирани Никшић. 
На дужности комесара самосталне чете Никшићког партизанског одреда заробљен је априла 1942. године, у борби против четника на Кабленој Главици код Никшића. У затвору, гдје је био мучен, показао је јуначко држање и пркос. Суд му је јавно судио у Никшићу. Својим пркосним држањем и бритком ријечју отворено је извргао руглу вијећнике тог суда и четничку издају, па су организатори процеса на брзину донијели одлуку о смртним пресудама групи комуниста међу којима је био и Чупић. Мирно је саслушао смртну пресуду, а познат је и његов пркосни осмијех. 
9. маја 1942. године изведен је на стрелиште испод Петрове Главице код Никшића. И на стрелишту је наставио да бодри другове, чиме је подизао дух отпора код становништва, присиљеног да присуствује јавном стријељању комуниста. Клицао је: Живјела славна комунистичка партија! и кад су га први рафали погодили, стајао је усправно и гордо довикујући да ће доћи дани слободе. 
Указом председника ФНР Југославије Јосипа Броза Тита 10. јула 1953. проглашен је за народног хероја.